# Katekismus
En katekismus er en doktrin og betegner en kortfattet skriftlig belæring – udformet som spørgsmål og svar – i Kristendommens centrale trosartikler. Det var oprindeligt betegnelsen for mundtlig kristendomsundervisning forud for den kristne dåb.[kilde mangler]